# Aerobryopsis spurio-convolvens
Aerobryopsis spurio-convolvens là một loài Rêu trong họ Meteoriaceae. Loài này được Broth. mô tả khoa học đầu tiên năm 1906.